# Lorin Berzinci
Lorin Ibrahim, mer känd under artistnamnet Lorîn Berzincî, född 14 juni 1980 i staden Qamishli i Syrien, är en svensk-kurdisk sångerska. Ibrahim är av kurdisk härkomst och flyttade tillsammans med sin familj till Sverige när hon var 11 år gammal och började skriva låtar vid 14 års ålder. Lorin Ibrahim släppte sitt första album 2007.

## Diskografi

### Singlar
- 2014 - Brîndar Kirim Xerîbîyê

### Album
- 2007 - Çîrokên Evînê